# Juan de la Cruz y Bernardotte
Giovanni della Croce Bernardotte, españolizado en Juan de la Cruz y Bernardotte (Génova, 1693 - Talca, 27 de enero de 1768), fue un capitán de marina y explorador, tronco de una de las más importantes familias coloniales de San Agustín de Talca a la que se debieron muchos adelantos locales.

## Origen
Marino en sus primeros años, de la Cruz se enroló en las tropas del rey Felipe V. En Nápoles estuvo presente en la coronación de Carlos III. Venido a las Indias en el buque San Esteban, asistió al asalto de la Colonia del Sacramento, donde fue hecho prisionero por los portugueses. Habiéndose fugado, volvió a España, donde se enroló en la escuadra del almirante José Pizarro que vino a América a combatir la escuadra del almirante Anson.

## Llegada al reino de Chile
Llegado a Concepción, se quedó en esas tierras donde formó parte del séquito del conde de Superunda, quien empeñado en la fundación de ciudades en el centro del Reino, reunió gente de la escuadra de Pizarro que tuviera algunos conocimientos de arquitectura para dirigir a los criollos en sus construcciones. Con este carácter pasó de la Cruz con el gobernador del Reino a la fundación de Talca. Allí recibió uno de los mejores solares y ayudó a los criollos a construir sus casas.
Su casa solariega, cuya construcción él mismo dirigió, se componía de 71 varas de frente por 100 de costado. Tenía diez piezas y la casa era toda de tejas: «Una ventana de fierro llana bolada a la calle, con sus dos puertas de tableros de una vara de alto y una y media de ancho, con sus aldabas de fierro». Tenía corredores de «pilares labrados, puerta de calle principal, que es de dos manos, con 150 clavos de bronce grande con su trascason y su postigo, y su llave y chapa corriente, y sus quicialeras de bronce, de tres varas y cinco de alto y tres sesmas de ancho, con un zaguán, con sus umbrales arriba y abajo con sus batientes de madera de ciprés».

## Familia
Se casó con Silveria Álvarez de Bahamonde y Herrera, descendiente de los primeros conquistadores y primeros pobladores del partido del Maule, con quien tuvo 15 hijos: Faustino, Jacinto, Juan Esteban, Vicente, Juan Manuel, Ignacio, María de los Ángeles, Anselmo, Juan, María Mercedes, Bartolina, Micaela, María Rita, Manuela y Nicolás.
De la Cruz y Bernardotte fue considerado por los vecinos nobles como un buen caballero, a pesar de su calidad de extranjero. Hizo y puso al servicio del vecindario toda su persona. Fue benefactor de los jesuitas. Sin embargo, se vio perturbado por la orden de expulsión de todos los extranjeros residentes en Chile. En 1763, el corregidor publicó un bando por el cual se ordenaba a los extranjeros a dejar el país en un corto plazo. De la Cruz presentó una solicitud pidiendo se le dejara por su edad, pues tenía entonces setenta años, por sus servicios y por ser uno de los primeros pobladores. El corregidor la remitió al gobernador, quien dispuso que de la Cruz permaneciera en Talca.
Fue tronco de las principales familias que se formaban en Talca. A sus hijos les dio una buena educación a cargo de los jesuitas, a quienes les había hecho valiosas donaciones. Se contó entre los maestros de sus hijos el después célebre abate Juan Ignacio Molina, quien fuera su gran amigo.